# Жечкув (Мазовецьке воєводство)
Жечкув (пол. Rzeczków) — село в Польщі, у гміні Вежбиця Радомського повіту Мазовецького воєводства.
Населення — 535 осіб (2011).
У 1975-1998 роках село належало до Радомського воєводства.

## Демографія
Демографічна структура станом на 31 березня 2011 року:
|          | Загалом | Допрацездатний вік | Працездатний вік | Постпрацездатний вік |
| -------- | ------- | ------------------ | ---------------- | -------------------- |
| Чоловіки | 288     | 69                 | 191              | 28                   |
| Жінки    | 247     | 54                 | 137              | 56                   |
| Разом    | 535     | 123                | 328              | 84                   |